# Stizolobium cyanospermum
Stizolobium cyanospermum là một loài thực vật có hoa trong họ Đậu. Loài này được (K. Schum.) Kuntze miêu tả khoa học đầu tiên năm 1891.